# تاغ تيم ماتش: موسكل
تاغ تيم موسكل (بالإنجليزية: Tag Team Match: M.U.S.C.L.E.)‏ (باليابانية: キン肉マン マッスルタッグマッチ)، هي لعبة فيديو من تطوير ستوديو توسي اليابانية، ومن نشر شركة بانداي، وهي لعبة من تصنيف الألعاب الرياضية المتعلقة بالمصارعة الحرة العالمية، وهي من ترخيص المانغا والأنمي الياباني كينيكومان (Kinnikuman).

## المواقع الخارجية
- M.U.S.C.L.E. على موبي غيمز